# Változó Valóság
Változó valóság – a Kriterion Könyvkiadó gondozásában 1978-ban indított könyvsorozat (a borítón olvasható szalagcíme: „szociográfiai tanulmányok”).

## A sorozat célja, kötetei
A kiadó és a szerkesztő célja az volt, hogy a romániai magyar társadalom problémái iránt az 1970-es években érezhetően megnőtt érdeklődésre válaszolva, nyilvános fellépési lehetőséget kínáljon azoknak, akik ezekkel a problémákkal a szociológia, a szociográfia eszközeivel kívánnak szembenézni. A sorozat, akárcsak „rokonai” (az 1976-tól rendre elindított Népismereti Dolgozatok, Zenetudományi Írások, Irodalomtudományi és Stilisztikai Tanulmányok, Nyelvészeti Tanulmányok, Képzőművészeti Írások, Művelődéstörténeti Tanulmányok) egy-egy tudományterület kutatói számára megpróbálja helyettesíteni a hiányzó magyar nyelvű szakfolyóiratokat.

### Első kötet
A Változó Valóság első kötetének szerkesztője, Imreh István, mint „…hosszú-hosszú évtizedek óta első magyar szociográfiai kötet”-et ajánlotta be az olvasóknak, utalva előzményeire és összefüggéseire is: „Lemaradásunk – írja – bántó és tudományosságunk annál is inkább elmarasztalható, mert világszerte megnövekedett a szociológiai érdeklődés, hazai viszonylatban pedig régi hagyományokra alapozottan, új, nagyszerű lendülettel, köteteket sorakoztatva egymás mellé jelennek meg a változó valóság feltárását szolgáló írások” (i. m. 5). A szerkesztő Szabó T. Attila egy 1938-as tanulmánya nyomán számba veszi az erdélyi társadalomkutatás és szociográfia előzményeit és eredményeit (Benkő József Transsilvania specialisától a két világháború közötti falukutató irodalomig), majd utal azokra a körülményekre, amelyek között a folytatás elmaradt: „A szociográfia, miként maga a társadalom is, olyan öröklött szerkezettel indult tehát, amelynek számottevő elmaradottságból kellett a korszerűségbe átlendülnie. Ez a folyamat nem lehetett zökkenőmentes. Torzulásai a társadalomkutatást is eltérítették a valóságos folyamatok tüzetes tanulmányozásától. Saját, önálló kutatás helyett, nemcsak hosszú távon, hanem napi vonatkozásban is, elvi magyarázatokkal igazoltunk tervezéseket, eljárásokat, döntéseket, mellőzve a valóságfelmérő kutatást” (i. m. 13).
A kötet írásainak szerzői között voltak szakmabeli szociológusok, társadalomkutatók (az idősebb nemzedékből Keszi-Harmath Sándor, az akkori fiatalok közül Kósa-Szánthó Vilma, Neményi T. Ágnes, Várhegyi István), voltak más szakterületekről származók (Garda Dezső, Vofkori László), a mindennapi élet gyakorlati tapasztalatait összegezők (Geréb Attila és Vetési László lelkészek, Hermann Gusztáv, Major Miklós és Vasas Samu tanárok, id. Máthé János magyarhermányi gazdálkodó), „…zömmel mindenféle tudományágból verbuvált tanárember, aki a valóságkutatás hívó szavára önkéntesen táborba sietett” (i. m. 14) – amint a szerkesztő jellemzi őket: „Szerzőik egy része a módszerrel való találkozás friss élményét az olvasóval is meg kívánja osztani, míg mások feltételeznek valamelyes szakmai jártasságot, s van olyan, aki módszerre nem is gondol: közli azt, amit elmondandónak érez” (i. m. 14–15).
Tematikailag a kalotaszegi népesedés (Keszi-Harmath Sándor) és a gyermekvállalásra negatívan visszaható anyagi gyarapodás (Vasas Samu), a megmaradni akaró szórványközösségben megnyilvánuló párválasztási mobilitás (Vetési László), az erdőmunkás életforma időbeni átalakulása (Garda Dezső), a városiasodás jelenségei és összefüggései (Hermann Gusztáv, Vofkori László), az életforma-változásnak a családi életre gyakorolt hatása (Kósa-Szánthó Vilma, Geréb Attila), a társadalmi átalakulások szellemi, kulturális összefüggései (Neményi T. Ágnes, Várhegyi István) kerülnek sorra a tanulmányokban.
A szociológiai irodalmat számba vevő Roth Endre joggal rótta fel a kötet szerzőinek „műfajilag a szociográfia és a szociológia közötti ingadozást” (Tizenkét év. I. 352), s idézi Imreh Istvánt, aki utalt az előszóban arra, hogy „…módszerben, szemléletben, megformálásban bizony nagyon érződik a hosszas kényszerpihenő hatása”, ennek ellenére a kötet úttörő érdeme nyilvánvaló, s az is, hogy nem egy fiatal értelmiségit állított rá – ha nem is feltétlenül a szociológia területén – életre szólóan a tudományos pályára.

### Második kötet
Az 1984-ben megjelent második, Városkutatás alcímet viselő kötetet Egyed Péter szerkesztette. Témája az akkori hivatalos fejlesztéspolitika egyik kedvelt területe, a városiasodás volt, s a benne megjelent tanulmányok ennek a magyarság vonatkozásában fontos jelenségeit vizsgálták: a falusi népességnek az erőltetett kollektivizálás utóhatásaként bekövetkezett városba áramlását, ezzel összefüggésben az ingázás és a lakóhelyi stabilitás viszonyát-ellentmondását, a városon belüli foglalkozási átrétegződést. Tófalvi Zoltán a Temesváron megtelepedett atyhaiak közösségének új életformáját tárta fel, Pillich László és Vetési László a kolozsvári Hóstát tömb-magyar közösségének a nagyarányú tömbházépítés nyomán bekövetkezett felbomlási folyamatát követte nyomon. Dokumentumértékű az a Repertórium, amely öt romániai magyar sajtóterméknek a kötet témájához tartozó (meglehetősen heterogén) cikkanyagát állította össze.